# Список умерших в 609 году

## Сентябрь
- Анастасий II, Патриарх Антиохийский (599—609[1]), убит во время бунта, почитается как святой в лике священномучеников.

## Октябрь

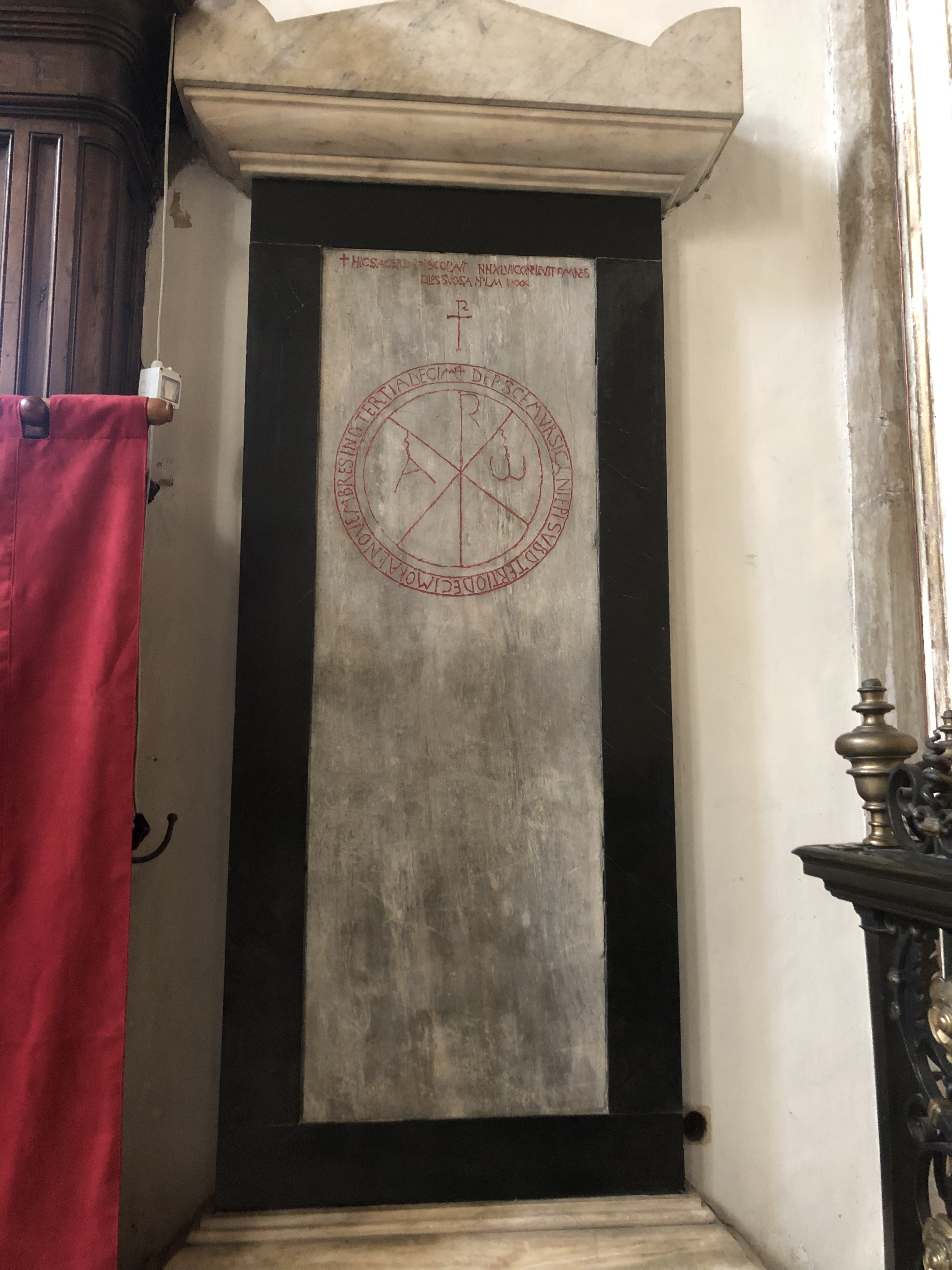
Надгробие Урсичино, найденное при археологических раскопках в соборе Турина в 1843 году.

- 20 октября — Надгробие Урсичино, найденное при археологических раскопках в соборе Турина в 1843 году.Урсичино, епископ Турина (529—609).

## Дата смерти неизвестна или требует уточнения
- Ан-Нуман III, последний царь (малик) Лахмидов (580—602).
- Венанций Фортунат, епископ Пуатье.
- Григорий I, католикос-патриарх Церкви Востока (605—609)[2].
- Жангар Киминь-каган, каган Восточно-тюркского каганата.
- Зухайр ибн Аби Сульма, доисламский арабский поэт.
- Исаак, патриарх Иерусалимский[3].
- Силлан Бангорский, аббат Бангорский, святой Католической церкви.

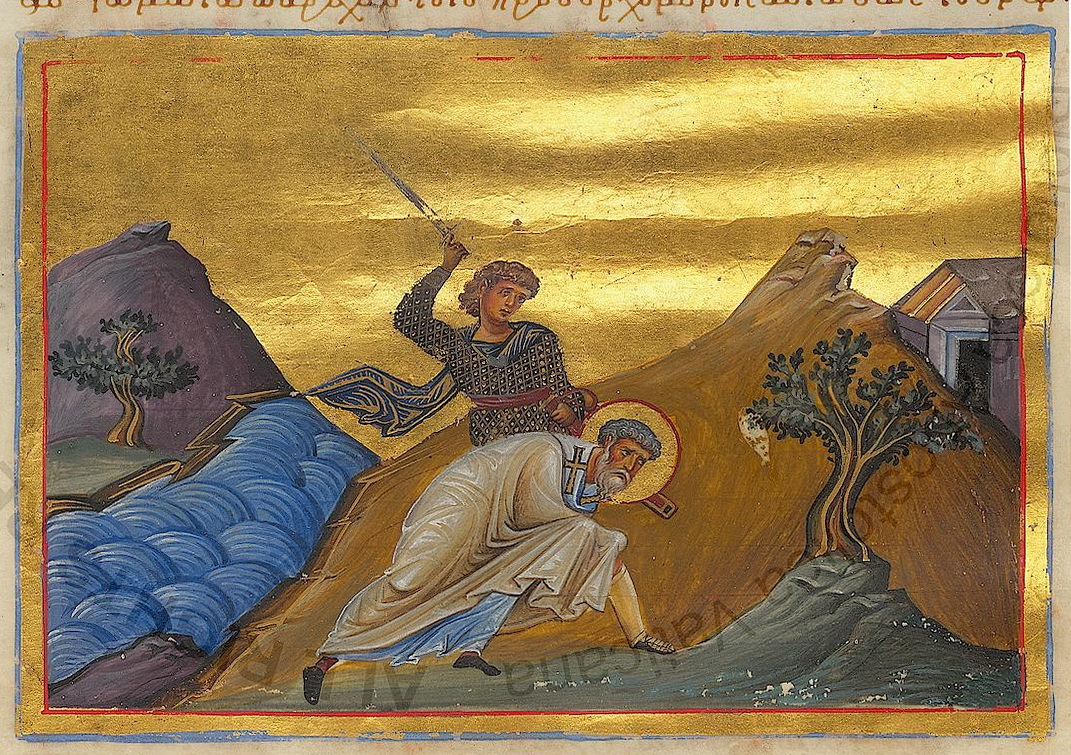
Умерщвление Федора Скрибона.

- Умерщвление Федора Скрибона.Феодор Скрибон, епископ Александрийский[4].